# Gronovius
Gronovius es un género de insecto coleóptero de la familia Chrysomelidae.

## Especies
- Gronovius andaiensis Jacoby, 1905
- Gronovius imperalis Jacoby, 1905